# Italia 2
Italia 2 (officiellement Mediaset Italia 2) est une chaîne de télévision italienne appartenant à Mediaset. Elle est destinée à un public plus adulte que Italia 1, la chaîne est pour les hommes de 15 à 31 ans.

## Identité visuelle

### Logos

Logo de Italia 2 depuis le 4 juillet 2011

### Slogans
- Depuis le 4 juillet 2011 : « Born to Be 2 »